# Lionello Ambroso
Lionello Ambroso (fl. XX secolo) è stato un calciatore italiano, di ruolo centrocampista.

## Carriera
Giocò nell'Hellas Verona per due stagioni, disputando dieci partite nella stagione 1919-1920 (nella quale ha anche segnato un gol) ed undici partite la stagione successiva, entrambe in massima serie.

## Statistiche

### Presenze e reti nei club
| Stagione             | Squadra              | Campionato           | Campionato | Campionato | Coppe nazionali | Coppe nazionali | Coppe nazionali | Coppe continentali | Coppe continentali | Coppe continentali | Totale | Totale |
| Stagione             | Squadra              | Comp                 | Pres       | Reti       | Comp            | Pres            | Reti            | Comp               | Pres               | Reti               | Pres   | Reti   |
| -------------------- | -------------------- | -------------------- | ---------- | ---------- | --------------- | --------------- | --------------- | ------------------ | ------------------ | ------------------ | ------ | ------ |
| 1919-1920            | Hellas Verona        | PC                   | 10         | 1          | -               | -               | -               | -                  | -                  | -                  | 10     | 1      |
| 1920-1921            | Hellas Verona        | PC                   | 11         | 0          | -               | -               | -               | -                  | -                  | -                  | 11     | 0      |
| Totale Hellas Verona | Totale Hellas Verona | Totale Hellas Verona | 21         | 1          | -               | -               | -               |                    | -                  | -                  | 21     | 1      |